# Ancy-Dornot
Ancy-Dornot es una comuna nueva francesa situada en el departamento de Mosela, de la región de Alsacia-Champaña-Ardenas-Lorena.

## Historia
Fue creada el 1 de enero de 2016, en aplicación de una resolución del prefecto de Mosa del 15 de diciembre de 2015 con la unión de las comunas de Ancy-sur-Moselle y Dornot, pasando a estar el ayuntamiento en la antigua comuna de Ancy-sur-Moselle.
Existe la particularidad de que entre los años 1810 y 1869 la comuna de Dornot formó parte de la comuna de Ancy-sur-Moselle.

## Demografía
| Gráfica de evolución demográfica de Ancy-Dornot entre 1800 y 2012 |
|                                                                   |

Los datos parciales entre 1800 y 2012 son el resultado de sumar los parciales de las dos comunas que forman la nueva comuna de Ancy-Dornot, cuyos datos se han cogido de 1800 a 1999, para las comunas de Ancy-sur-Moselle, y Dornot de la página francesa Ldh/EHESS/Cassini. Los demás datos se han cogido de la página del INSEE.

## Composición
| Comuna delegada  | Código INSEE | Población hab. | Superficie km² | Densidad hab./km² |
| ---------------- | ------------ | -------------- | -------------- | ----------------- |
| Ancy-sur-Moselle | 57021        | 1408           | 9.12           | 154               |
| Dornot           | 57184        | 189            | 1.13           | 167               |